# Benigno Dalmazzo
Benigno Dalmazzo (Torino, 5 gennaio 1895 – Asiago, 1º luglio 1916) è stato un calciatore italiano, di ruolo attaccante.

## Biografia
Orfano in giovane età, compì gli studi presso l'Istituto sociale Compagnia di Gesù; cugino di Enrico Canfari ed Eugenio Canfari, era il cognato di Benedetto Umberto Malvano, tutti fondatori della Juventus, nonché fratello di Filiberto Giuseppe Ottavio Dalmazzo.
All'entrata nella Grande Guerra dell'Italia, Dalmazzo si arruola volontario trovando la morte nel corso del conflitto nelle sue mansioni di tenente del 162º reggimento della Brigata Ivrea in località Rossastòn, tra gli abeti che salgono verso la cima del monte Interrotto, sopra Asiago.

## Carriera
Entrò giovanissimo nei "boys" della Juventus, la squadra giovanile del tempo, divenendone il capitano.
Fece il suo esordio con la Juventus contro il Piemonte Football Club il 12 febbraio 1911 in un pareggio per 1-1, mentre la sua ultima partita fu contro il Genoa il 21 marzo 1915, in una sconfitta in casa per 2-5. In cinque stagioni bianconere collezionò 38 presenze e 20 reti.

## Statistiche

### Presenze e reti nei club
| Stagione        | Club            | Campionato      | Campionato | Campionato |
| Stagione        | Club            | Comp            | Pres       | Reti       |
| --------------- | --------------- | --------------- | ---------- | ---------- |
| 1910-1911       | Juventus        | Prima categoria | 3          | 0          |
| 1911-1912       | Juventus        | Prima categoria | 2          | 0          |
| 1912-1913       | Juventus        | Prima categoria | 1          | 0          |
| 1913-1914       | Juventus        | Prima categoria | 22         | 13         |
| 1914-1915       | Juventus        | Prima categoria | 10         | 7          |
| Totale Juventus | Totale Juventus |                 | 38         | 20         |
| Totale carriera | Totale carriera |                 | 38         | 20         |